# 马世清
马世清（1931年10月—），男，回族，甘肃张家川人，中华人民共和国政治人物，曾任青海省总工会主席，青海省人大常委会副主任。